# Folignói Szent Angéla
Folignói Szent Angéla (latinul: Angela Fulginas, olaszul: Angela da Foligno) (Foligno, 1248 – Foligno, 1309. január 4.) szentként tisztelt középkori nemesasszony, a ferences világi rend tagja.

## Élete
Az itáliai Spoletói Hercegség Foligno városában született, 1248-ban, nemesi családból. Szép külseje és származása miatt fiatalon férjhez adták, és hamarosan több gyermekes édesanya vált belőle. Emellett azonban hivalkodó életet élt, de valószínűleg egy ferences szerzetes prédikációja hatására világnézeti változáson ment keresztül. Ezt így mesélte el későbbi gyóntatójának, Rajnald ferences testvérnekː
„Elgondolkoztam eddigi életemen. És Isten megadta a kegyelmet, hogy belássam bűneimet. Ez a belátás kárhozattal rémített. Keserves sírásra fakadtam. Aztán kezdtem szégyenkezni bűneim miatt annyira, hogy nem mertem a gyónásban megvallani, s méltatlanul áldoztam. Éjjel-nappal kínzott emiatt a lelkiismeret. Segítségért imádkoztam. Végre egy papnak mindent meggyóntam s föloldozást nyertem. De semmi szeretetet sem éreztem magamban, csak keserűséget, szégyent és fájdalmat.”
Pálfordulása után tisztaságot fogadott, és kezdett lemondani világias életmódjáról. Nem sokkal később váratlanul gyors egymásutánban elhunyt édesanyja, férje, és gyermekei. A magára maradt Angéla ekkor teljes egészében az aszkézis útjára lépettː minden vagyonát elajándékozta, és Szent Ferenc harmadrendjébe vonult. A lelki béke azonban nem jött el egybőlː Angéla sok testi betegségen, lelki sötétségen, aggodalmakon, másoktól való bántásokon esett át. Egy idő után azonban teljesen megváltozott élete, és a legenda szerint élete utolsó 12 évében az oltáriszentségen kívül más élelmet nem is vett magához. Gyakran látogatta a kórházakat, sok sebet kimosott és bekötözött, verítéket és könnyet törölt le, azonban társadalmi vagyonáról lemondó élete még ennél is nagyobb hatással volt kortársaira, hogy ők is igyekezzenek bűnbánatot tartani, vétkeiket elkerülni.
1309. január 4-én hunyt el, 61 éves korában. Halálos ágyán így szólt a körülötte állókhozː 
„Rátok hagyom minden vagyonomat örökségbe, azt a vagyont, ami az Úr Jézusnak is voltː a szegénységet, szenvedést, a megvettetéstː a krisztusi életet. Akik ezt az örökséget megbecsülik, azok az én gyermekeim, mert az Istenéi is. Ezek az örök életet is megnyerik.”
XII. Ince pápa iktatta a boldogok sorába 1701-ben. A szentek közé Ferenc pápa vette fel, 2013-ban.

## Művei magyarul
- (szerk.)  Giovanni Pozzi – Claudio Leonardiː Olasz misztikus írónők, Európa Könyvkiadó, Budapest, 2001, ISBN 963-07-6849-6, 131–171. o.